# Ogmocidaris
Ogmocidaris is een geslacht van zee-egels uit de familie Cidaridae.

## Soorten
- Ogmocidaris benhami Mortensen, 1921